# 奥杜邦台历史区

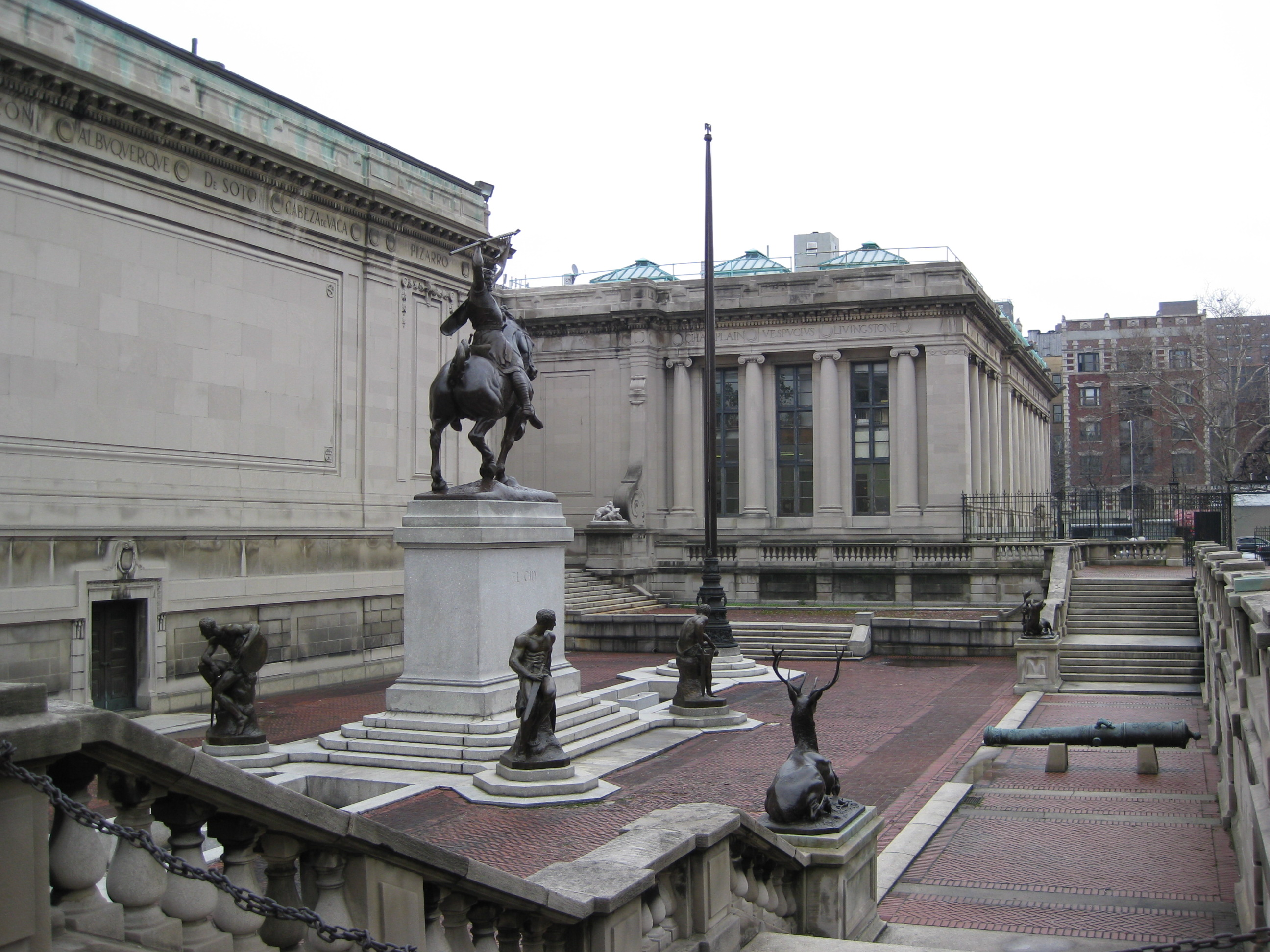

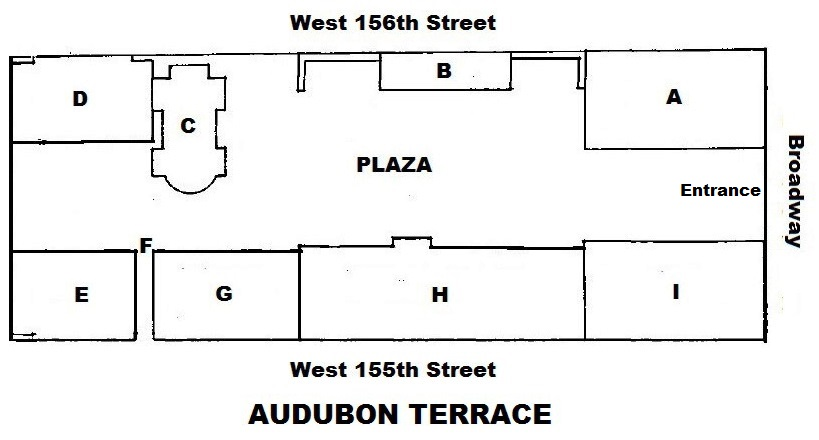
A - 原美国地理学会，现为Boricua学院
B - 西班牙裔协会图书馆
C - Esperanza圣母堂
D - 美国艺术与文学礼堂
E - 美国艺术与文学学院
F - 新入口
G - 前美国钱币学会，现在美国艺术与文学学院附属建筑
H -美国西班牙裔协会
I - 原美洲印第安人博物馆，现西班牙裔协会

奥杜邦台历史区（Audubon Terrace Historic District）位于美国纽约市曼哈顿上城的华盛顿高地街区，是一处20世纪初的地标建筑群，由8座布杂艺术/美国文艺复兴建筑组成，位于百老汇西侧，西155街与156街之间。该地是多个文化机构的所在地, 占据大半个街区，平行排列在一个广场上。155街对面则是三一堂公墓（Trinity Church Cemetery）。
距离纽约地铁百老匯-第七大道線的157街車站有一个街区。 该建筑群于1979年被指定为纽约市地标， 1980年列入国家史蹟名录。
奥杜邦台是以自然主义者和艺术家约翰·詹姆斯·奥杜邦命名。